# 320 Катарина
320 Катарина (лат. 320 Katharina) је астероид главног астероидног појаса чија средња удаљеност од Сунца износи 3,011 астрономских јединица (АЈ).
Апсолутна магнитуда астероида је 10,7 а геометријски албедо 0,045.